# Mau-Maus

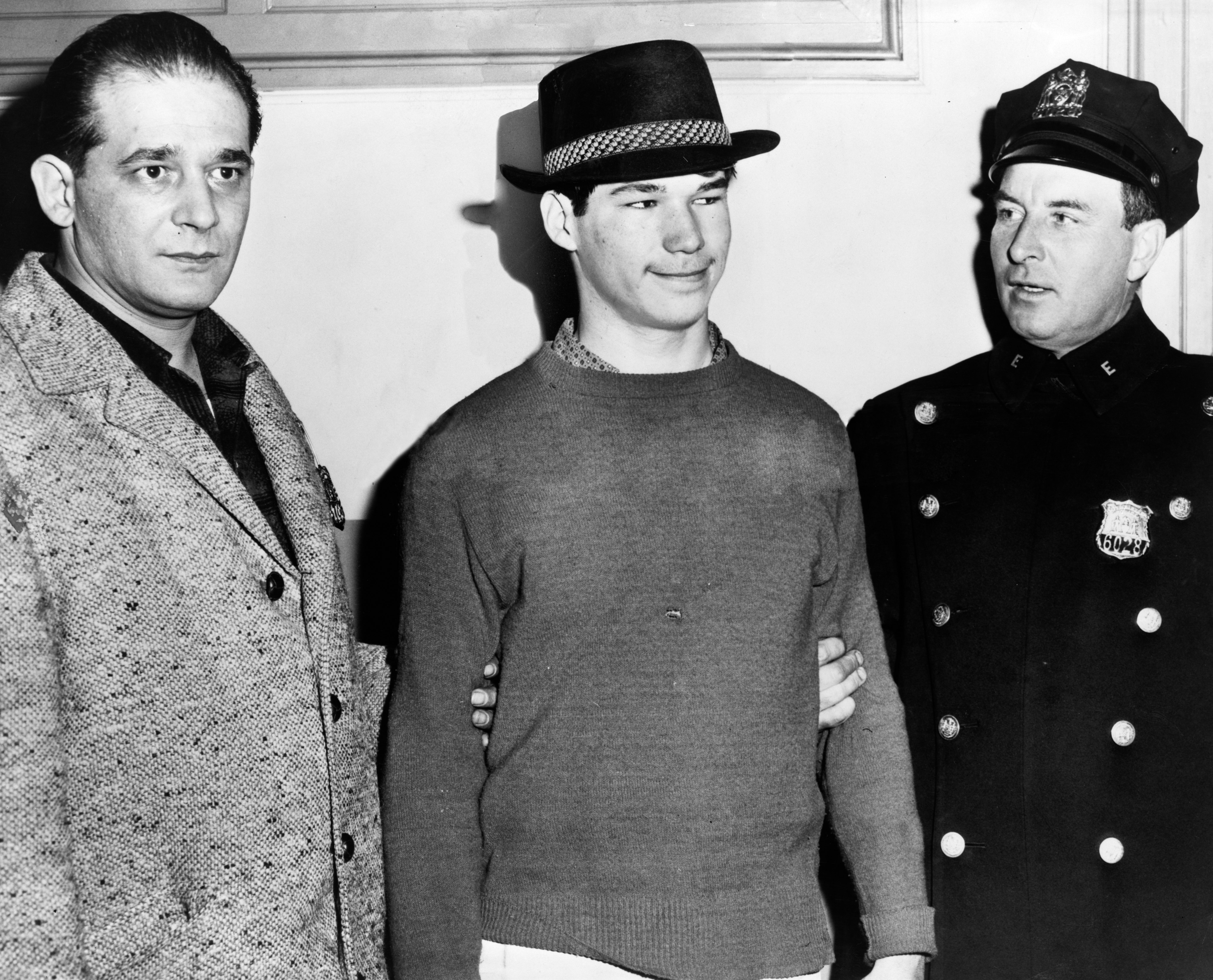
Carl Cintron, en av gängets medlemmar, då han greps av polis i februari 1959.

Mau Maus var ett av de större och mest fruktade gatugängen i New York på 1950-talet. Gänget bestod av puertoricaner från Brooklyn och var verksamt från åtminstone slutet av 1954 till ungefär 1962. Sitt namn hade de tagit efter Mau-Mau-rörelsen i Kenya.